# Джампер

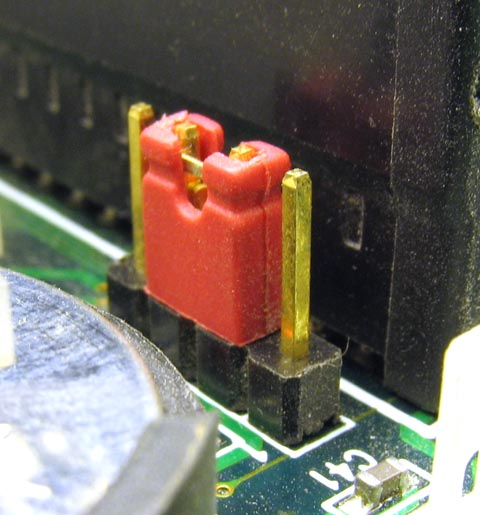
Джампер

Джампер (англ. jumper) — перемичка, являє собою комбінацію двох або більше електричних контактів для створення механічних з'єднань, що дозволяє виставити режим роботи пристрою замиканням чи розмиканням кількох контактів. Джампери часто об'єднують в блоки, що дозволяє вибрати один з багатьох режимів роботи пристрою.
Раніше дуже часто джампери використовували для установлення частоти системної шини для процесора на материнських платах, для установлення режимів роботи жорстких дисків, для аварійного скидання налаштувань енергонезалежної пам'яті на материнських платах. Найпоширенішими перемички були до 90-х років на обчислювальній техніці, коли на кожному комп'ютері знаходились десятки і навіть сотні джамперів. Тепер замість джамперів на материнських платах для цього переважно застосовують програмні налаштування в BIOS.
Нині використовуються тільки для скидання BIOS і для перемикання жорстких дисків SATA II в режим SATA I, а також для їх сумісності зі старими SATA I контролерами.